# Compositions 1960
Les Compositions 1960 sont un ensemble de pièces musicales textuelles écrites en 1960 par le compositeur La Monte Young. S'appuyant sur le travail de John Cage, ces morceaux se démarquent par leur accent sur la performance et leur contenu inorthodoxe, comme libérer un papillon dans la salle ( #5 ), allumer un feu devant le public ( #2 ), ou pousser un piano contre un mur ( Piano Piece for Terry Riley #1 ). Ces compositions sont considérées comme une remise en question de la définition de la musique.

## Histoire
En 1959, alors qu'il étudie à Berkeley, Young se rend à Darmstadt pour étudier avec Karlheinz Stockhausen. Pendant l'été, Stockhausen lui parle fréquemment de la musique du compositeur américain John Cage. Plutôt que de s'intéresser aux œuvres de Stockhausen, Young quitte alors Darmstadt après avoir trouvé de l'inspiration dans l'œuvre de Cage.
Un an plus tard, en 1960, Young a finalement l'opportunité d'étudier avec Cage et Richard Maxfield à New York. Durant ses études, Young donne ses premiers concerts à New York dans le loft de Yoko Ono. Une partie des œuvres qu'il y a interprétées apparaîtra plus tard dans les Compositions 1960.

## Morceaux
Chaque morceau est accompagné d’un ensemble unique d’instructions à être suivies par l’interprète. Les instructions peuvent inclure la mise en place de la performance et son exécution. Certaines œuvres précisent également ce que le public doit faire.

### #2 ("Build a fire")
Instructions:
Allumez un feu devant le public. Utilisez de préférence du bois, même si d'autres combustibles peuvent être utilisés si nécessaire pour allumer le feu ou contrôler le type de fumée. Le feu peut être de n’importe quelle taille, mais il ne doit pas être associé à un autre objet, comme une bougie ou un briquet. Les lumières peuvent être éteintes.
Une fois le feu allumé, le(s) constructeur(s) peuvent s'asseoir et le regarder pendant toute la durée du morceau ; cependant, il(s) ne doivent pas s'asseoir entre le feu et le public afin que ses membres puissent voir et apprécier le feu.
La performance peut être de n’importe quelle durée.

Dans le cas où la représentation est diffusée, le microphone peut être amené près du feu 
La Monte Young avait prévu de jouer le morceau dans un auditorium à Berkeley, mais le directeur des concerts ne l'avait pas autorisé, probablement à cause du risque d'incendie. Le morceau #4 a finalement été joué à sa place.
La composition est datée du 5 mai 1960.

### #3
Instructions:
Annoncez au public quand le morceau commencera et se terminera, s'il y a une limite de durée. Sa durée peut être quelconque.

Annoncez ensuite que chacun peut faire ce qu'il veut pendant le déroulement de la morceau.
La composition est datée du 14 mai 1960.

### #4
Instructions:
Annoncez au public que les lumières seront éteintes pendant toute la durée du morceau (il peut être de n'importe quelle durée) et dites-leur quand le morceau commencera et se terminera.
Éteignez toutes les lumières pendant la durée annoncée.

Lorsque les lumières sont rallumées, l'annonceur peut dire au public que ses activités ont été le morceau, bien que cela ne soit pas du tout nécessaire.
La composition est datée du 3 juin 1960.

### #5
La performance de cette œuvre consiste à libérer un papillon dans la salle de concert. Plus précisément, Young écrit :
Lâchez un papillon (ou n’importe quel nombre de papillons) dans la salle de concert.
Une fois la composition terminée, n'oubliez pas de laisser le papillon s'envoler à l'extérieur.

Le morceau peut avoir n'importe quelle longueur, mais si un temps illimité est disponible, les portes et les fenêtres peuvent être ouvertes avant que le papillon ne soit lâché et le morceau peut être considéré comme terminé lorsque le papillon s'envole.
Young a été inspiré à écrire ce morceau après un voyage au mont Tamalpais. Le morceau a été créé à Berkeley en juin 1960.
À propos de cette morceau, Young affirme que la performance montre clairement que même un papillon émet du bruit. « Une personne devrait écouter ce qu'elle regarde habituellement, ou regarder des choses qu'elle entendrait habituellement. »

### #6
Instructions:
Les joueurs (n'importe quel nombre) sont assis sur la scène et regardent et écoutent le public de la même manière que le public regarde et écoute habituellement les joueurs. Si dans un auditorium, les joueurs doivent être assis en rangées sur des chaises ou des bancs ; mais si dans un bar, par exemple, les joueurs peuvent avoir des tables sur scène et boire comme le public.
Young précise également qu'une affiche indiquant le titre du morceau peut éventuellement être placée à proximité de la scène. De plus, des billets pourront être vendus pour permettre aux spectateurs de rejoindre les artistes sur scène.

### #7
C'est la plus populaire des compositions de 1960 . Dans le #7, la totalité de la partition se compose de deux notes : un Si et un Fa#, et de l'instruction « À tenir longtemps ». N'importe quel nombre et combinaison d'instruments peuvent jouer ce morceau, à condition que les instructions soient respectées.

Le musicologue H. Wiley Hitchcock remarque à propos de cette pièce :
[Composition 1960 : n°7] évoquait un grand nombre de sons auxiliaires (essentiellement des bruits du public) mais révélait également à ceux qui continuaient à écouter tout un monde intérieur de sons harmoniques fluctuants dans la quinte ouverte soutenue par les joueurs.
Une représentation de quarante-cinq minutes de la pièce a été présentée par un trio à cordes à New York en 1961. Une version de trente-neuf minutes pour synthétiseur et tanbura électronique par The Never Arriving a été enregistrée et publiée en 2017.

### #9
Les instructions sont écrites sur une enveloppe, datée d'octobre 1960. La partition est contenue dans l'enveloppe.

Instructions:
la partition ci-jointe est dans le bon sens lorsque la ligne est horizontale, et légèrement au-dessus du centre 
La partition consiste en une seule ligne horizontale noire tracée dans les marges du papier. Cette ligne fait en fait allusion au morceau suivant, #10 (« to Bob Morris ») .

### #10 («to Bob Morris»)
Instructions:
Tracez une ligne droite et suivez-la.
Cette pièce, datée d'octobre 1960, est dédiée à l'ami artiste de Young (à l'époque), Robert Morris.

### #13
Instructions:
L'interprète doit préparer toute composition et ensuite l'exécuter du mieux qu'il peut.
Le morceau est dédié à Richard Huelsenbeck.

### #15
Le dernier morceau numéroté du cycle. Ce morceau, comme le #13, est également dédié à Richard Huelsenbeck.

Instructions:
Ce morceau représente de petits tourbillons au milieu de l'océan.
Il est daté de 9h05, le 25 décembre 1960.

### Piano Piece for David Tudor #1
La première des trois pièces dédiées à David Tudor, auprès duquel Young a étudié pendant un an. Les instructions précisent qu'un interprète doit « nourrir » le piano :
Apportez une botte de foin et un seau d’eau sur scène pour que le piano puisse manger et boire. L'interprète peut alors nourrir le piano ou le laisser manger tout seul. Dans le premier cas, le morceau est terminé après que le piano a été nourri. Dans le second cas, il est terminé après que le piano a mangé ou a décidé de ne pas manger.

### Piano Piece for David Tudor #2
Instructions:
Ouvrez le couvercle du clavier sans émettre, depuis l'opération, aucun bruit audible pour vous. Essayez autant de fois que vous le souhaitez. La pièce est terminée soit lorsque vous réussissez, soit lorsque vous décidez d'abandonner. Il n’est pas nécessaire de l'expliquer au public. Faites simplement ce que vous faites et, lorsque la pièce est terminée, indiquez-le de la manière habituelle.

### Piano Piece for David Tudor #3
L'intégralité de cette pièce est constituée du texte :
La plupart d'entre eux étaient de très vieilles sauterelles.
De cette façon, le morceau ressemble davantage à un poème, où c’est à l’interprète de décider comment interpréter le poème.

### Piano Piece for Terry Riley #1
Instructions :
Poussez le piano contre un mur et placez le côté plat contre celui-ci. Continuez ensuite à pousser dans le mur. Poussez aussi fort que vous le pouvez. Si le piano traverse le mur, continuez à pousser dans la même direction quels que soient les nouveaux obstacles et continuez à pousser aussi fort que vous le pouvez, que le piano soit arrêté contre un obstacle ou en mouvement. Le morceau est terminé lorsque vous êtes trop épuisé pour continuer à pousser.
La date et l'heure de composition de ce morceau sont 2h10 du matin, le 8 novembre 1960.